# Blongios cannelle
Botaurus cinnamomeus
Espèce
Statut de conservation UICN

 LC  : Préoccupation mineure
Le Blongios cannelle (Botaurus cinnamomeus) est une espèce d'oiseau de la famille des ardéidés qui se trouve en Asie.

## Distribution
Ce blongios est un résident permanent en Indonésie, aux Philippines, en Malaisie, en Indochine, dans le sud de la Chine, à Taïwan, dans l’est de l’Inde, au Bangladesh et au Sri Lanka. Il est un nicheur migrateur dans la majeure partie de la Chine et une portion de la population hiverne dans une zone restreinte chevauchant le Népal et l’Inde.

## Habitat
Le Blongios cannelle abonde dans les rizières. Il fréquente également les fossés humides, les roselières, la mangrove et dans divers types de végétation bordant les lacs et les marais.

## Nidification
Il niche principalement dans les roselières et les rizières, mais aussi dans les bambous, les buissons et les boisés inondés. Le nid est habituellement situé à environ un mètre au-dessus de l’eau. Il peut nicher en solitaire ou en colonies lâches, parfois à proximité d’autres espèces, telles les cormorans, le Héron garde-bœufs ou le Blongios à cou jaune. Le nombre d’œufs varie entre 2 et 5. Le mâle et la femelle incubent les œufs.

## Répartition

zone de nidification
résident permanent
non nicheur